# پاراکلروبنزوتری‌فلورید
پاراکلروبنزوتری‌فلورید (به انگلیسی: Parachlorobenzotrifluoride) با فرمول شیمیایی C۷H۴ClF۳ یک ترکیب شیمیایی با شناسه پاب‌کم ۷۳۹۴ است. که جرم مولی آن 180.56 g/mol می‌باشد. شکل ظاهری این ترکیب، مایع بی‌رنگ است.